# Маркнессе
Маркнессе (нидерл. Marknesse) — деревня в общине Нордостполдер провинции Флеволанд, Нидерланды.

## География
Она расположена примерно в 7,5 километрах к востоку от Эммелорда.

## История
Деревня была основана в 1946 году как Б. В 1943 году были построены временные бараки для полей в Северо-Восточной польдере. План деревни, разработанный Тео Верланом, был утверждён в 1949 году. В центре деревни находится зелёная зона с голландской реформатской церковью в одном углу и реформатской церковью в другом, а по бокам расположены магазины. Большинство домов ориентированы с севера на юг.
Впервые Маркнесс был упомянут в 1950 году как Marknesse и представляет собой сочетание слов «приграничная земля» и «мыс». Он был назван в честь затопленной деревни недалеко от Урка.
После объединения двух реформатских церквей в протестантскую было решено снести голландскую реформатскую церковь и построить на её месте пятиэтажное многоквартирное здание. Одна из оригинальных деревянных казарм сохранилась до сих пор. Её предполагалось перестроить в жилые дома, но в настоящее время она используется как культурный центр.

## Климат
| Показатель                                                     | Янв.  | Фев.  | Март  | Апр. | Май  | Июнь | Июль | Авг. | Сен. | Окт. | Нояб. | Дек. | Год   |
| -------------------------------------------------------------- | ----- | ----- | ----- | ---- | ---- | ---- | ---- | ---- | ---- | ---- | ----- | ---- | ----- |
| Абсолютный максимум, °C                                        | 14,5  | 17,6  | 23,4  | 28,5 | 31,3 | 33,7 | 38,1 | 34,7 | 31,2 | 25,5 | 19,1  | 14,3 | 38,1  |
| Средний суточный максимум, °C                                  | 5,3   | 6,1   | 9,6   | 14,3 | 17,9 | 20,2 | 22,4 | 22,4 | 18,9 | 14,2 | 9,2   | 6,0  | 13,9  |
| Средняя температура, °C                                        | 3,1   | 3,4   | 5,9   | 9,5  | 13,1 | 15,6 | 17,7 | 17,5 | 14,4 | 10,5 | 6,6   | 3,8  | 10,1  |
| Средний суточный минимум, °C                                   | 0,8   | 0,7   | 2,4   | 4,6  | 8,2  | 10,7 | 12,7 | 12,6 | 10,1 | 6,8  | 3,9   | 1,5  | 6,2   |
| Абсолютный минимум, °C                                         | −16,7 | −22,8 | −20,7 | −6   | −0,5 | 1,7  | 5,0  | 5,4  | 2,3  | −5,3 | −8,4  | −13  | −22,8 |
| Норма осадков, мм                                              | 66,8  | 55,1  | 49,9  | 41,2 | 58,2 | 77,1 | 87   | 85,8 | 71,7 | 73,2 | 66,9  | 71,9 | 804,8 |
| Источник: Королевский нидерландский метеорологический институт |       |       |       |      |      |      |      |      |      |      |       |      |       |